# ذي حيفان (بعدان)

تعديل مصدري - تعديل

ذي حيفان هي إحدى قرى عزلة المنار بمديرية بعدان التابعة لمحافظة إب، بلغ تعداد سكانها 1850 نسمة حسب تعداد اليمن لعام 2014.من أبرز سكانها آل الجرادي والذين يعدون الأكبر  في القرية من حيث عدد السكان، ياتي في المركز  الثاني الجلال، ثم الزيدي، ثم الحميدي، واخرها الوهابي.
تمتاز قرية ذي حيفان بوفرة المياة الجوفية والسطحية، وتغطيها الأشجار الكثيفة.